# Stazione di Salone
Stazione di Salone vasútállomás Olaszországban, Róma településen.

## Vasútvonalak
Az állomást az alábbi vasútvonalak érintik:
- Róma–Sulmona–Pescara-vasútvonal

## Kapcsolódó állomások
A vasútállomáshoz az alábbi állomások vannak a legközelebb:
- Stazione di Lunghezza
- Stazione di La Rustica U.I.R. (Stazione di Roma Tiburtina, FL2)
- Ponte di Nona railway station (Stazione di Tivoli, FL2)